# Antiga Lota de Portimão
A Antiga Lota de Portimão é um imóvel histórico na cidade de Portimão, na região do Algarve, em Portugal.

## Descrição e história
O imóvel está situado numa das principais entradas da cidade, através da antiga ponte rodoviária. É considerada um edifício emblemático da cidade, e uma marca da área ribeirinha, nas margens do Rio Arade.
O imóvel foi construído em 1916, inicialmente com as funções de central eléctrica, tendo sido a primeira estrutura deste tipo em Portimão. A partir da década de 1950 começou a ser usada como lota, função que manteve até aos anos 80, quando passou a acolher estabelecimentos de restauração.
Em Abril de 2021 já se tinham iniciado as obras de remodelação e conversão do edifício, num investimento total de 960 mil Euros. Segundo a autarquia, esta intervenção incluiu «a substituição da cobertura e o reforço das paredes e de toda a estrutura, com respeito pela traça original do imóvel, ficando o rés-de-chão dotado de ampla sala multifunções, preparada para receber eventos culturais e recreativos, enquanto nas traseiras do edifício poderá funcionar uma cafetaria», devendo ficar «devidamente preparado para acolher projetos culturais, festividades, comemorações e eventos ligados às tradições locais e regionais, sobretudo relacionados com a gastronomia, o artesanato e outras manifestações de cunho popular». Os trabalhos também contemplaram a «modernização das redes de água, eletricidade e telecomunicações, a criação de diversas salas de apoio no piso térreo e no 1º andar, bem como instalações sanitárias». O edifício da antiga lota reabriu em Abril de 2022, como espaço polivalente, e em 1 de Agosto desse ano foi inaugurado o posto de turismo, medida que, segundo a autarquia, possibilitou «uma maior visibilidade ao Posto de Turismo, que se localiza na zona ribeirinha da cidade, uma das áreas mais procuradas pelos turistas».